# Rhagoletis osmanthi
Rhagoletis osmanthi är en tvåvingeart som beskrevs av Bush 1966. Rhagoletis osmanthi ingår i släktet Rhagoletis och familjen borrflugor. Inga underarter finns listade i Catalogue of Life.